# Подлужненский сельсовет
Подлу́жненский сельсове́т — упразднённое сельское поселение в составе Изобильненского района Ставропольского края Российской Федерации.

## География
Поселение находилось в юго-восточной части Изобильненского района. Общая площадь его территории составляла 108,6 км².

## История
Подлужненский сельсовет был образован 7 января 1986 года.
С 1 мая 2017 года, в соответствии с Законом Ставропольского края от 14 апреля 2017 № 35-кз, все муниципальные образования, входящие в состав Изобильненского муниципального района Ставропольского края, — городские поселения город Изобильный, посёлок Рыздвяный, посёлок Солнечнодольск, сельские поселения станица Баклановская, Каменнобродский сельсовет, Московский сельсовет, Новоизобильненский сельсовет, станица Новотроицкая, Передовой сельсовет, Подлужненский сельсовет, село Птичье, Рождественский сельсовет, хутор Спорный, Староизобильненский сельсовет, село Тищенское, — были преобразованы, путём их объединения, в Изобильненский городской округ.

## Население
| 1989  | 2002  | 2010  | 2011  | 2012  |
| ----- | ----- | ----- | ----- | ----- |
| 2173  | ↗2409 | ↗2452 | ↘2445 | ↘2437 |
| 2013  | 2014  | 2015  | 2016  | 2017  |
| ↘2420 | ↘2416 | ↗2440 | ↘2418 | ↘2381 |

### Национальный состав
По итогам переписи населения 2010 года на территории поселения проживали следующие национальности (национальности менее 1 %, см. в сноске к строке «Другие»):
| Национальность | Численность | Процент |
| -------------- | ----------- | ------- |
| Русские        | 2011        | 82,01   |
| Даргинцы       | 159         | 6,48    |
| Армяне         | 58          | 2,37    |
| Карачаевцы     | 47          | 1,92    |
| Чеченцы        | 31          | 1,26    |
| Другие         | 146         | 5,95    |
| Итого          | 2452        | 100,00  |

## Состав поселения
До упразднения муниципального образования в состав его территории входили 2 населённых пункта:
| № | Населённый пункт | Тип населённого пункта       | Население |
| - | ---------------- | ---------------------------- | --------- |
| 1 | Красная Балка    | хутор                        | ↘100      |
| 2 | Подлужное        | село, административный центр | ↗2372     |

## Местное самоуправление
- Совет депутатов сельского поселения Подлужненский сельсовет (состоял из 10 депутатов, избираемых на муниципальных выборах по одномандатным избирательным округам сроком на 5 лет)[18].
- Администрация сельского поселения Подлужненский сельсовет[18] (c 2 декабря 2007 года глава поселения — Коваленко Сергей Васильевич[3]).

## Экономика
Основу экономики муниципального образования составляло производство зерновых, осуществляемое сельскохозяйственным предприятием «Родина» отделение № 4.

## Культура
Оказание услуг населению в сфере культуры осуществляют Подлужненский сельский Дом культуры и библиотека № 11 села Подлужного.

## Образование
На территории сельсовета находятся 2 образовательных учреждения (средняя общеобразовательная школа № 9 и санаторная школа-интернат № 21), 2 муниципальных дошкольных образовательных учреждения (детские сады № 11 и № 37).

## Здравоохранение
Медицинская помощь населению оказывается Подлужненской врачебной амбулаторией.